# Eugenio Camillo Costamagna

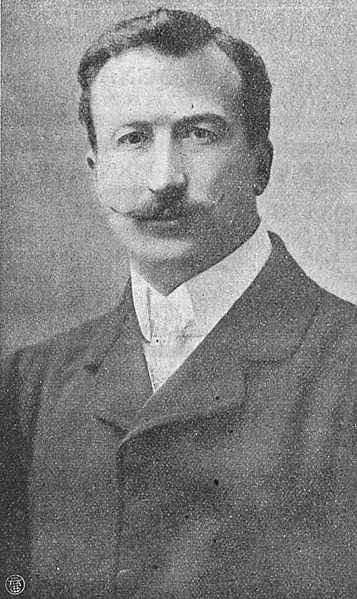
Eugenio Camillo Costamagna

Eugenio Camillo Costamagna (* 1864 in Turin; † 1918 in Mondovì) war ein italienischer Journalist und der Herausgeber der Gazzetta dello Sport.
Die erste Ausgabe der Gazzetta erschien am 3. April 1896, wenige Tage vor Beginn der Olympischen Spiele in Athen. Hervorgegangen war sie aus der Fusion von Costamagnas Zeitung La tripletta („Drei Tore“) und Il ciclista („Der Fahrradfahrer“) des Herausgebers Eliseo Rivera. Von Beginn an war der Radsport einer der Schwerpunkte und die Zeitung organisierte die ersten Straßenradrennen Italiens, darunter die Lombardei-Rundfahrt (1905) und Mailand–San Remo (1907).
Costamagna und die Redakteure Armando Cougnet und Tullo Morgagni waren angeregt durch die Tour de France auch die Initiatoren des ersten Giro d’Italia. Die Finanzierung erfolgte mit Hilfe des italienischen Radsportverbands, des Corriere della Sera und verschiedener Firmensponsoren.